# جزیره مانتگیو (استرالیا)
جزیره مانتگیو (استرالیا) (به انگلیسی: Montague Island (Australia)) یک منطقه حفاظت‌شده در استرالیا است.